# Учюзлю (станція метро)
41°02′12″ пн. ш. 28°52′14″ сх. д. / 41.036618877847° пн. ш. 28.870586341782° сх. д.
Учюзлю (тур. Üçyüzlü) — станція лінії М1В Стамбульського метрополітену. Відкрита 14 липня 2013 Розташована у районі Багджилар.
Конструкція — колонна трипрогінна станція мілкого закладення з однією острівною платформою.
Пересадки:
- автобуси: 33B, 33E, 36CY, 55Y, 85T, 92M, 98G, HT1
- маршрутки: Топкапи — Таб`я, Бакиркьой — Атишалани, Мертер — Гіїмкент, Багджилар — Хабіблер

| Попередня станція   | Лінія | Лінія                           | Лінія | Наступна станція            |
| ------------------- | ----- | ------------------------------- | ----- | --------------------------- |
| Мендерес до Єнікапи |       | M1 (Стамбульський метрополітен) |       | Багджилар-Мейдан до Кіразли |